# Юбилейное (Карагандинская область)
Юбилейное (каз. Юбилейное, до 199? г. — Ильичёвка) — село в Абайском районе Карагандинской области Казахстана. Административный центр Ильичевского сельского округа. Находится примерно в 20 км к западу-юго-западу (WSW) от города Абай, административного центра района. Код КАТО — 353249100.

## История
Основано в 1964 г.

## Население
В 1999 году численность населения села составляла 1193 человека (575 мужчин и 618 женщин). По данным переписи 2009 года, в селе проживало 1026 человек (508 мужчин и 518 женщин).